# Králův Dvůr
Město Králův Dvůr (německy Königshof) se nachází v okrese Beroun ve Středočeském kraji, v těsné blízkosti města Berouna, na řece Litavce. Žije zde přibližně 11 tisíc obyvatel.

## Historie
V polovině 13. století tu král Václav I. pravděpodobně vystavěl středověký dvůr. První písemná zmínka o Počaplech pochází z roku 1302, o Králově Dvoře z roku 1394, kdy zde panská jednota zajala krále Václava IV.
V roce 1850 při zrušení vrchnostenského a zavedení obecního zřízení byly obce Králův Dvůr, Popovice, Karlova Huť a Křižatky sloučeny do jedné politické obce Králův Dvůr. 1. ledna 1980 byl Králův Dvůr připojen k městu Berounu, ale ke dni komunálních voleb 23. listopadu 1990 se opět od Berouna osamostatnil (a tím získal i své nové části Levín a Zahořany).
V roce 1930 získal Králův Dvůr status městyse. Roku 1950 získala obec vzniklá sloučením obcí Králův Dvůr a Počaply název Králův Dvůr, přitom byl název osady Křížatka změněn na Křížatky (dnes Křižatky). 5. října 2004 byla obec povýšena na město.
Od roku 1988 prochází středem obce dálnice D5, čímž obec ztratila přirozené centrum. Rozvojové projekty, jejichž realizace není jistá, počítají s vybudováním nového centra v prostoru mezi lokalitou Na Knížecí a sportovním stadionem. Počátkem roku 2013 zde žilo již přes 7 tisíc obyvatel, v roce 2006 jich bylo 6201.

### Územněsprávní začlenění
Dějiny územněsprávního začleňování zahrnují období od roku 1850 do současnosti. V chronologickém přehledu je uvedena územně administrativní příslušnost obce v roce, kdy ke změně došlo:
- 1850 země česká, kraj Praha, politický okres Smíchov, soudní okres Beroun[8]
- 1855 země česká, kraj Praha, soudní okres Beroun
- 1868 země česká, politický okres Hořovice, soudní okres Beroun
- 1936 země česká, politický i soudní okres Beroun[9]
- 1939 země česká, Oberlandrat Kolín, politický i soudní okres Beroun[10]
- 1942 země česká, Oberlandrat Praha, politický i soudní okres Beroun[11]
- 1945 země česká, správní i soudní okres Beroun[12]
- 1949 Pražský kraj, okres Beroun[13]
- 1960 Středočeský kraj, okres Beroun
- 2003 Středočeský kraj, obec s rozšířenou působností Beroun

### Rok 1932

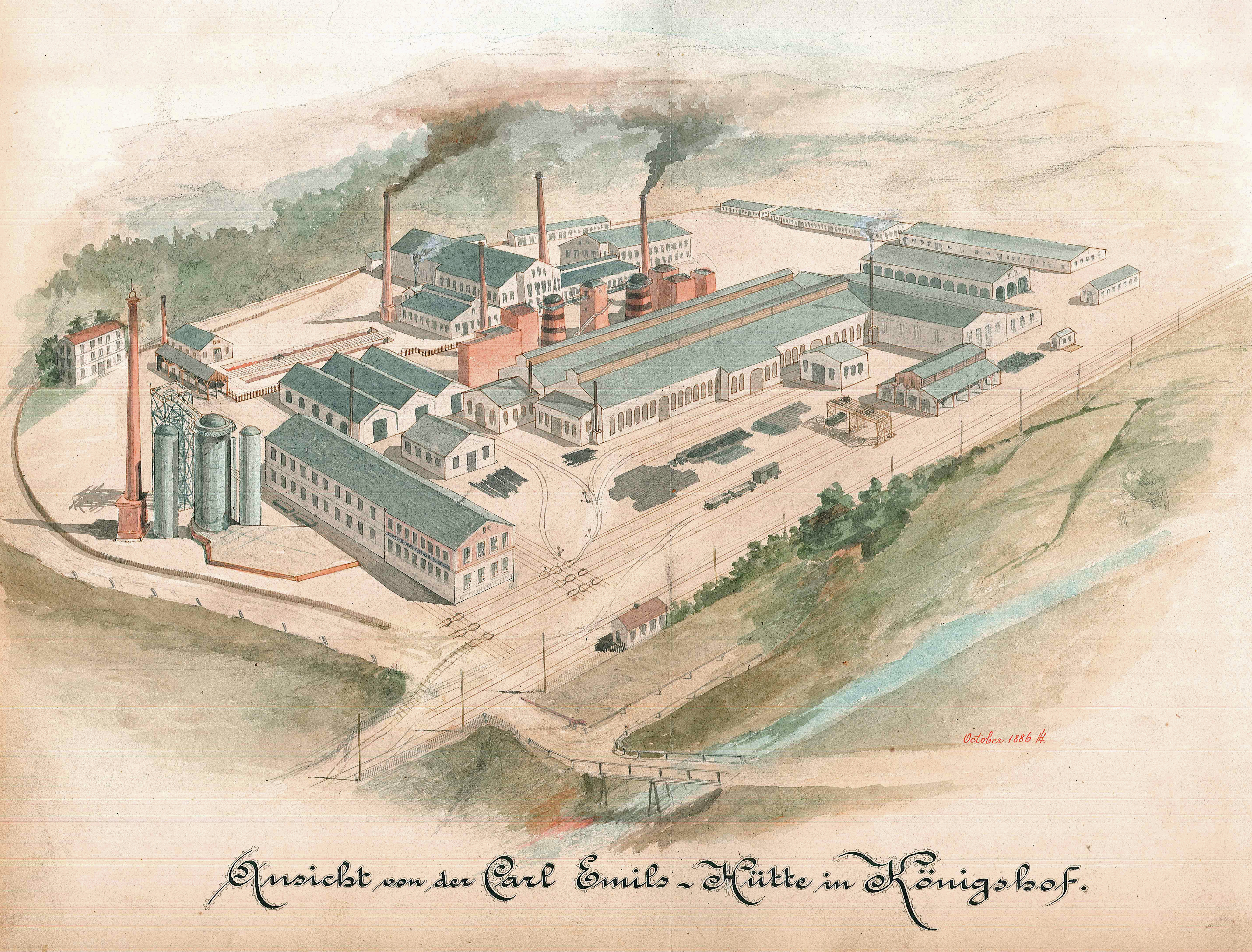
Kresba Králodvorských železáren (Carl Emils Hütte) z roku 1886

Ve městě Králův Dvůr (přísl. Karlova Huť, Křižatka, Popovice, 3597 obyvatel) byly v roce 1932 evidovány tyto živnosti a obchody:
- Instituce a průmysl: poštovní úřad, telegrafní úřad, telefonní úřad, četnická stanice, 3 sbory dobrovolných hasičů, závodní nemocnice, velkoobchod s benzinem, Králodvorská cementárna, 2 cihelny, kamenický závod, 3 mlýny, stavební družstvo, stavitel, velkostatek, železárna.
- Služby (výběr): 3 lékaři, autodílna, 4 autodopravci, Obecní bio, cukrárna, drogerie, 3 elektrotechnici, 2 hodináři, 8 hostinců, 4 hotely, inženýr, 4 kapelníci, kožišník, lakýrník, lékárna Agrex, obchod s obuví Baťa, radiopotřeby, realitní kancelář, vinárna, zahradnictví.

V obci Počaply (2000 obyvatel, samostatná obec se později stala součástí Králova Dvora, poštovní úřad, telegrafní úřad, telefonní úřad, katol. kostel) byly v roce 1932 evidovány tyto živnosti a obchody: lékař, autodílna, autodoprava, bio Amerika, cihelna, cukrář, drogerie, obchod s dřívím, elektrárna, galanterie, 3 holiči, 5 hostinců, 2 kapelníci, 2 klempíři, knihař, konfekce, 2 konsumy, kovář, 4 krejčí, lakýrník, obchod s mlékem, modistka, 3 obuvníci, obchod s ovocem a zeleninou, 3 pekaři, 3 obchody s lahvovým pivem, pohřební ústav, porodní asistentka, povoznictví, 4 řezníci, 18 obchodů se smíšeným zbožím, Městská spořitelna v Berouně, Spořitelní a záložní spolek pro Počaply, stavitel, 2 obchody se střižním zbožím, švadlena, 3 trafiky, 3 truhláři, 2 obchody s vápnem, zámečník, 2 zedničtí mistři, železářství.

## Obyvatelstvo
| Rok            | 1869  | 1880  | 1890  | 1900  | 1910  | 1921  | 1930  | 1950  | 1961  | 1970  | 1980  | 1991  | 2001  | 2011  | 2021   |
| -------------- | ----- | ----- | ----- | ----- | ----- | ----- | ----- | ----- | ----- | ----- | ----- | ----- | ----- | ----- | ------ |
| Počet obyvatel | 1 649 | 1 927 | 2 220 | 3 569 | 5 430 | 5 505 | 6 235 | 6 396 | 5 362 | 4 833 | 6 013 | 5 592 | 5 562 | 6 861 | 10 004 |
| Počet domů     | 188   | 205   | 220   | 324   | 428   | 509   | 724   | 889   | 940   | 937   | 922   | 1 002 | 1 004 | 1 366 | 2 239  |

## Části obce
Město Králův Dvůr se skládá ze sedmi částí na pěti katastrálních územích:
- Karlova Huť (leží v k. ú. Králův Dvůr)
- Králův Dvůr (i název k. ú.)
- Křižatky (leží v k. ú. Popovice u Králova Dvora)
- Levín (k. ú. Levín u Berouna)
- Počaply (k. ú. Počaply)
- Popovice (k. ú. Popovice u Králova Dvora)
- Zahořany (k. ú. Zahořany u Berouna)

## Pamětihodnosti
- Zámek Králův Dvůr
- přírodní památka Zahořanský stratotyp

## Osobnosti
- Popelka Biliánová (1862–1941), spisovatelka
- Alexander Hess (1898–1981), vojenský pilot, velitel 310. československé stíhací perutě RAF
- Jan Preisler (1872–1918), malíř

## Galerie

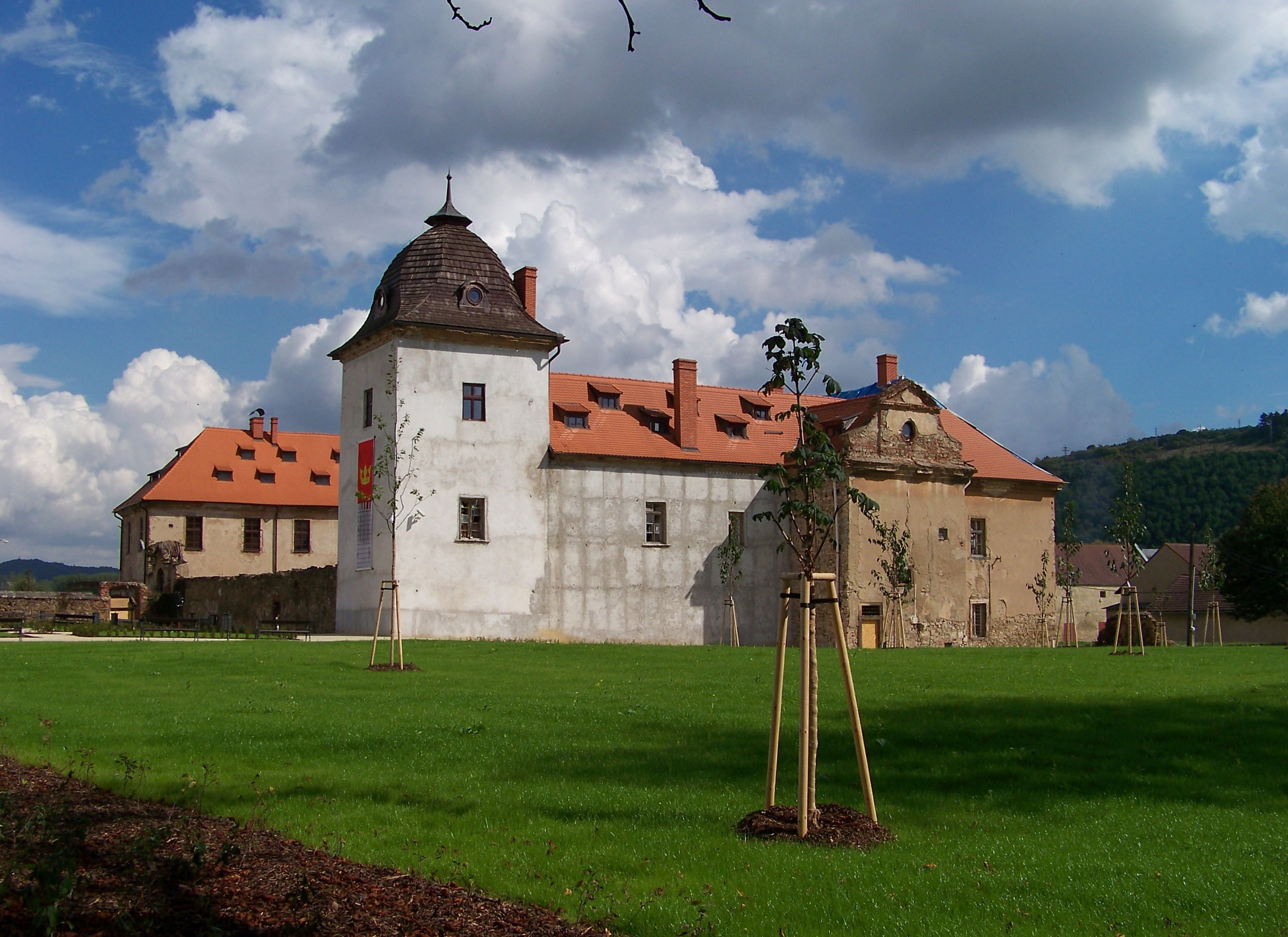
Zámek
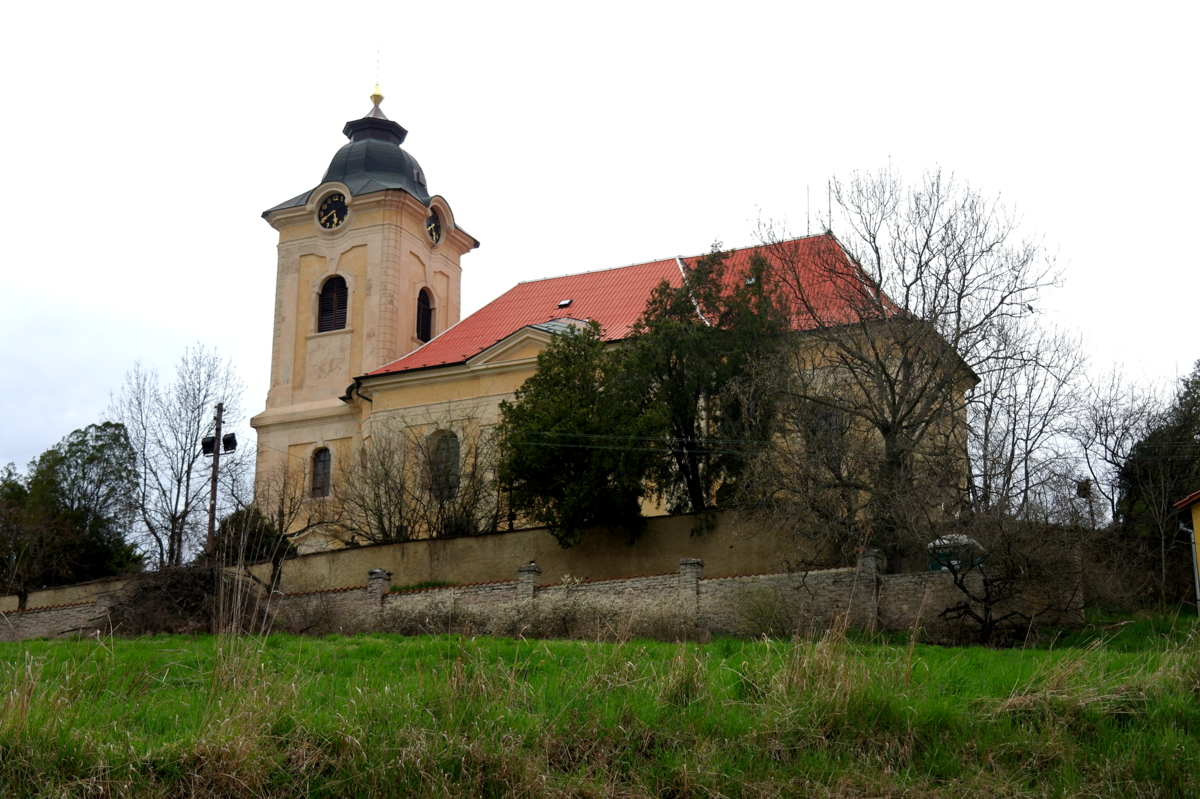
Kostel Nanebevzetí Panny Marie v části Počaply
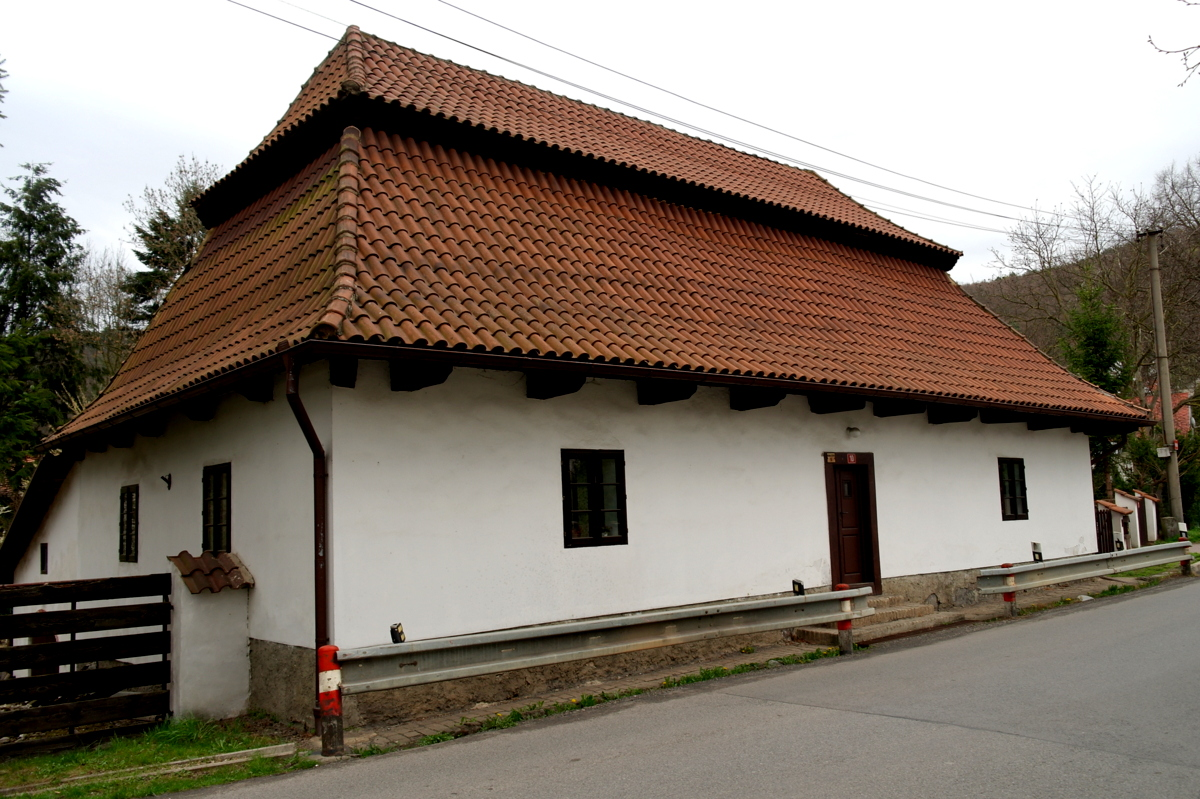
Bývalý hamr
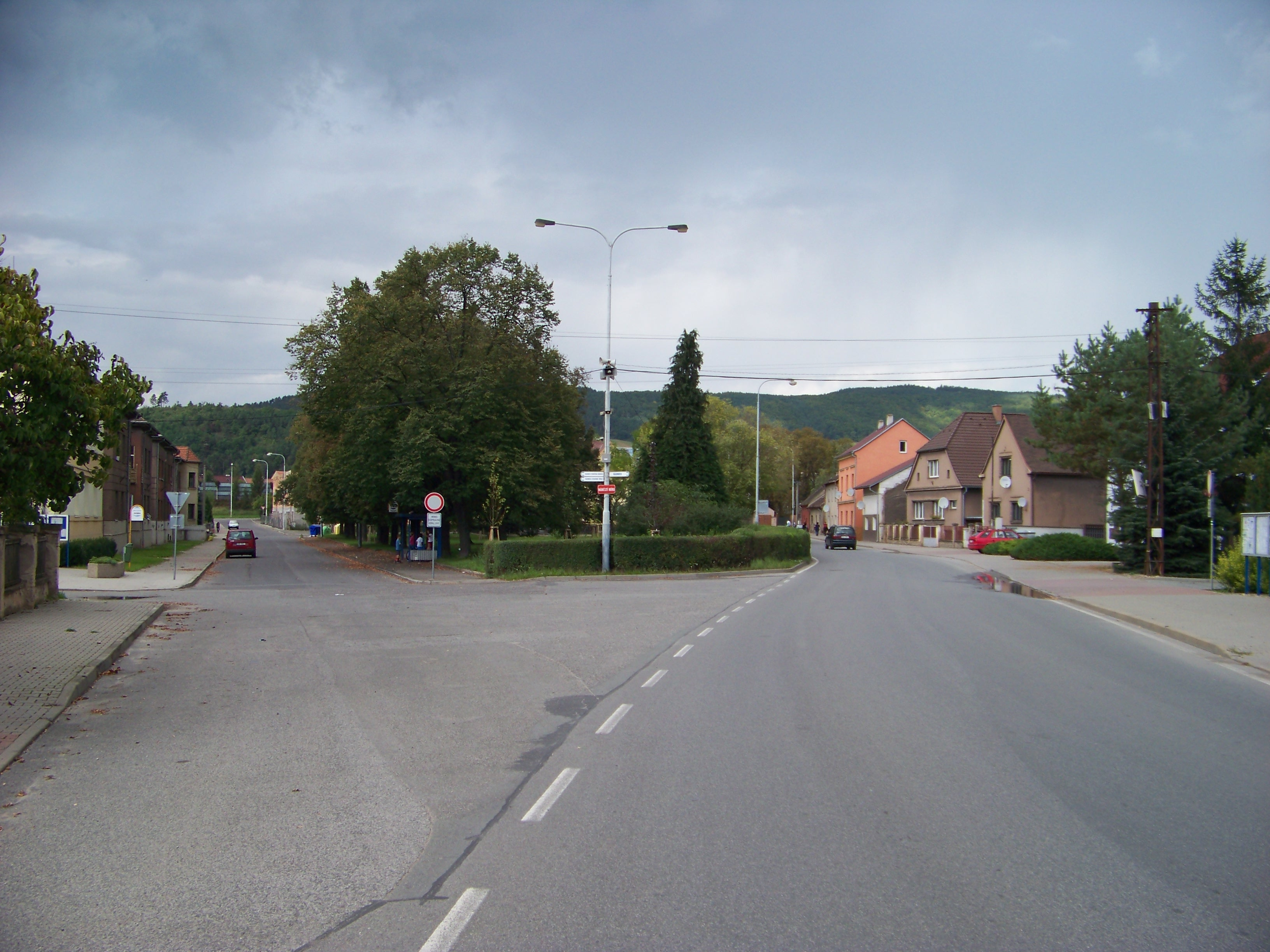
Náměstí Míru
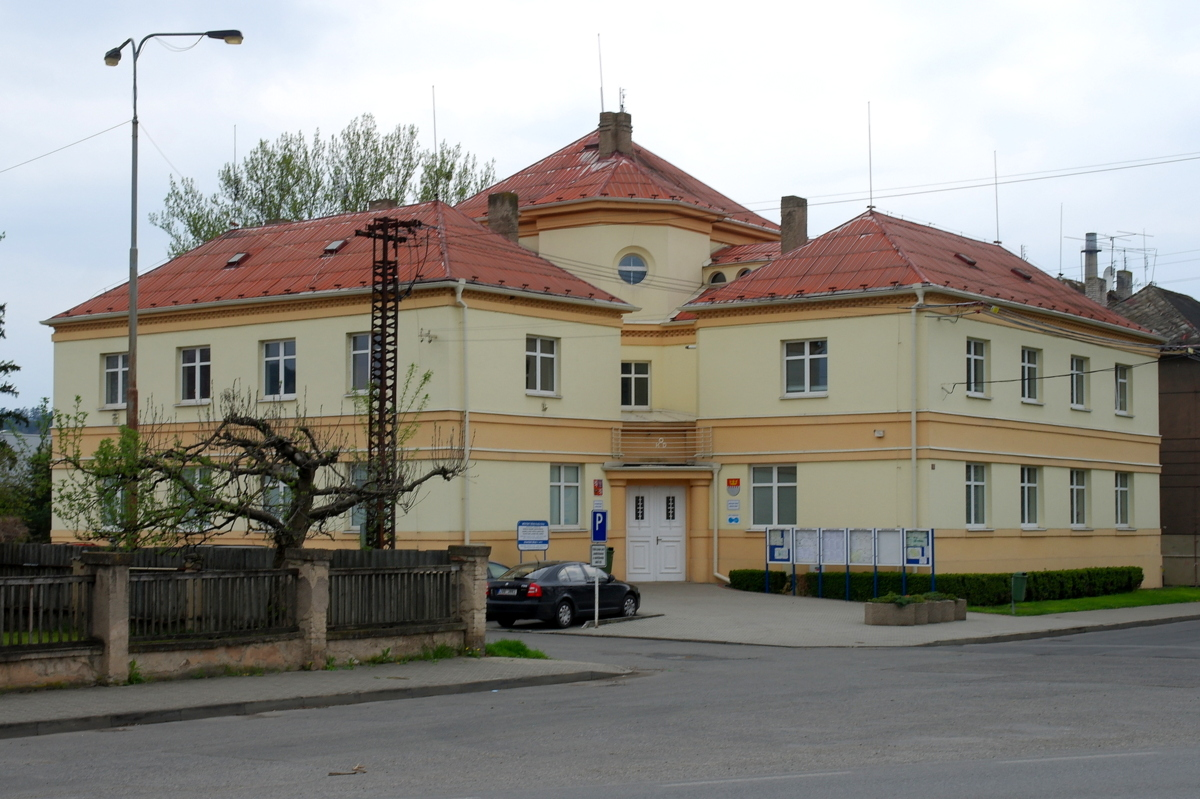
Městský úřad

## Doprava
Dopravní síť
- Pozemní komunikace – Městem prochází dálnice D5 s exitem 22 (Beroun-západ). Město protíná silnice II/605 Praha – Beroun – Žebrák – Plzeň.

- Železnice – Město protíná železniční Trať 170 Praha – Plzeň – Cheb. Je to dvoukolejná elektrizovaná celostátní trať zařazená do evropského železničního systému, součást 3. koridoru, doprava z Prahy do Plzně byla zahájena roku 1862. Na území města leží zastávky Králův Dvůr a Králův Dvůr-Popovice.

Veřejná doprava 2011
- Autobusová doprava – Městská hromadná doprava v Králově Dvoře byla zajištěna autobusovými linkami berounské MHD až do prosince roku 2020. Autobusové linky projíždějící městem vedly do těchto cílů: Beroun, Domažlice, Hostomice, Hořovice, Kladno, Klatovy, Plzeň, Praha, Tachov, Zbiroh, Zdice, Železná Ruda. Od prosince 2020 je MHD plně integrováno do systému PID. Více v Městská autobusová doprava v Berouně a v Králově Dvoře

- Železniční doprava – Po trati 170 mezi Berounem a Zdicemi jezdilo v pracovních dnech 19 párů osobních vlaků, o víkendu 17 párů osobních vlaků. Kromě přímých vlaků na trati 170 jezdí přes Králův Dvůr i železniční linka Beroun – Protivín spojující celou trať 200 s Berounem.